# George S. Zimbel
George S. Zimbel (15. července 1929 – 9. ledna 2023) byl americko-kanadský dokumentární fotograf. Profesionálně působil od konce 40. let 20. století především ve svobodném povolání. Byl součástí Photo League a byl jedním z jejích posledních přeživších členů. Narodil se v Massachusetts a kolem roku 1971 se usadil v Kanadě. Jeho díla jsou vystavována stále častěji od roku 2000 a příklady jeho práce jsou součástí několika stálých sbírek včetně Muzea moderního umění a Montrealského muzea výtvarných umění. Byl popsán jako humanista. Zimbel vydal několik knih svých fotografií a v roce 2016 byl předmětem dokumentárního retrospektivního filmu, který spolurežíroval jeho syn Matt Zimbel a distribuoval National Film Board of Canada.

## Životopis
Narodil se jako George Sydney Zimbel ve Woburnu, Massachusetts, syn majitele obchodu se suchým zbožím (dry goods), navštěvoval střední školu Woburn High School a byl fotografem školní ročenky. Později studoval na Photo League pod Johnem Ebstelem.
Zimbel se poté zapsal na Kolumbijskou univerzitu v New Yorku, kde se stal školním zpravodajským fotografem. Tam potkal studenta umění Garryho Winogranda, kterého seznámil s fotografií. Školní temnou komoru používali pozdě v noci, aby se vyhnuli tlačenici v jinou denní dobu, a říkali si „Klub od půlnoci do úsvitu“. Zimbel i Winogrand později studovali v roce 1951 pod vedením Alekseje Brodoviče na New School for Social Research na stipendiích.
Zimbel se dále setkal s Edwardem Steichenem, tehdejším kurátorem Muzea moderního umění, který ukázal Zimbelovy originální tisky raných mistrů fotografie, a to zpečetilo jeho rozhodnutí věnovat se fotografii jako kariéře. Na Steichenovu radu působil jako fotograf v americké armádě a během období obnovy po druhé světové válce strávil dva roky v Evropě.
Po návratu do Ameriky se stal fotografem na volné noze. Jednou z jeho raných příležitostí bylo slavné fotografování Marilyn Monroe na Lexington Avenue v roce 1954 k propagaci jejího filmu The Seven Year Itch, na kterém měla Monroe své slavné bílé šaty. Zimbel nikdy žádný z těchto obrázků neprodal a zabalil je až do roku 1976, načež je vytiskl a začal je vystavovat na samostatných výstavách.
V roce 1971 se Zimbel a jeho rodina přestěhovali do malé komunity Argyle Shore, Queens County, Ostrov Prince Edwarda, kde dalších 10 let chovali zvířata na farmě, kterou nazývali „Bona Fide Farm“. Poté, co se jejich děti odstěhovaly, se s manželkou přestěhovali do Montrealu, kde stále bydleli.

## Uznání
Ačkoli byl v 50. a 60. letech široce publikován v publikacích, jako jsou New York Times, Look, Redbook a Architectural Digest, stal se široce uznávaným až po retrospektivní výstavě jeho prací v Institutu Valencia d'Art Modern ve Španělsku v roce 2000. Od té doby měl několik významných výstav po celém světě.

## Osobní život
Zimbel se v roce 1955 oženil s Elaine Sernovitzovou. Profesionální spisovatelka spolupracovala s Georgem Zimbelem na cestopisech a dalších dílech. George a Elaine Zimbelovi měli čtyři děti včetně jazzového hudebníka Matta Zimbela, zakladatele kapely Manteca. Matt Zimbel koprodukoval a režíroval (s Jean-Francois Grattonem) dokumentární film o svém otci s názvem Zimbelism, který byl uveden v roce 2016.
Zimbel zemřel 9. ledna 2023 ve věku 93 let.

## Publikace
- Bourbon Street: New Orleans 1955 (2006)
- Le livre des lecteurs / Kniha čtenářů (2011)
- Momento: Fotografie od George S. Zimbela (2015)